# SDM-R
アメリカ陸軍分隊マークスマン・ライフル (United States Army Squad Designated Marksman Rifle、SDM-R)はより長射程で、正確な火力支援を歩兵隊に供給する、M16自動小銃から改修されたセミオートマチックライフルである。

## 背景
アメリカ軍は継続して、小隊や分隊レベルでの選抜射手の配備を行ってきた。特にアメリカ海兵隊は、この目的のために「分隊上級射手マークスマン(Squad Advanced Marksman、SAM)」及び「アメリカ海兵隊分隊上級射手マークスマン・ライフル(U.S. Marine Corps Squad Advanced Marksman Rifle、SAM-R)」の実験を行ってきた。
第3歩兵師団はこの例に倣い、分隊に一人ずつの分隊選抜射手(Squad Designated Marksman、SDM)を配備するべく訓練計画を練り、分隊マークスマン・ライフル(Squad Designated Marksman Rifle、SDM-R)を開発した。SDMは分隊にとって不可欠であり、小銃手として任務についた者が選抜射手となった。SDMは長距離で敵と交戦するわけではないが、その代わりに小銃手の射程のやや外を正確に狙撃して直接分隊を支援する訓練を受ける。
アメリカ海兵隊のSAM-Rと酷似していた第3歩兵師団のSDM-Rは精度の高いM16(5.56×45mm NATO弾使用)からアメリカ陸軍射撃部隊(AMU)によって作られ、俗に「AMUライフル」として知られていた。SDM-Rは一つの師団のために作られただけであり、陸軍全体のプログラムではない。ライフルは分隊レベルで600メートルまでその能力を発揮し、Mk12特殊目的ライフルやRECCEライフルの開発に至ったアメリカ特殊作戦軍の要求とも類似している。
アーカンソー陸軍州兵の州兵射撃訓練センターでは、キャンプ・ジョセフ・T・ロビンソンで14日間の分隊選抜射手コースを行っている。兵士は上官の監督下、M16A4で1,500発以上の射撃を行う。
小火器予備役グループタスクフォース(TF SARG)はテキサス州キャンプ・ブリスのSARGアカデミーで、1週間のSDMコースを運営している。インストラクターの多くはプレジデンツ・ハンドレッド・タブ(アメリカ大統領の拳銃及び小銃の試合で上位100位に入賞した者に与えられるタブ)を有している。

## 特徴
上下レシーバー
ライフルはジョージア州フォートベニングの陸軍射撃部隊(AMU)によってアーマライトの自動小銃のロア・レシーバーもしくはコルト、FNハースタルのM16A2・M16A4のロア・レシーバーから製造される。全てのライフルはM16A2の銃床と半自動射撃のみが可能な競技用の2段階の引き金を備えていた。アッパー・レシーバーはフラットトップ型だが、SAM-RやMk12特殊目的ライフルのようにフィードランプは拡張されていない。
銃身
M16A2及びM16A4の銃身長510ミリメートル、178ミリメートルで一回転の銃身から、軽量化のため12本の溝が切られたステンレス鋼製の銃身長510ミリメートル、203ミリメートルで一回転の銃身に代替された。照星は2本のピンの代わりに、4セットのねじで固定された。SDM-RはM16A2と同じフラッシュハイダーを装備している。
照準器
光学照準器は4×32 ACOG(モデルTA31F、TA31RCO、TA01、TA01B、TA01NSN)を装着できる。また、Matech Industriesの600メートル用アイアンサイトも使用される。
ハンドガード
ダニエルディフェンス社のM4レール12.0をアッパー・レシーバーに八角形の輪で固定して使用する。このハンドガードはフリーフローティングのピカティニー・レールとして機能する。
二脚
ARMS #17 スローレバー・レールマウントに装着されるハリス S-Lバイポッドはハンドガードの下部に取り付けられる。ハンドガードがフリーフローティングであるため、二脚は銃身と接触せず、二脚に圧力がかかっても銃身にまで作用することはない。

## 派生系
第82空挺師団はM4カービンをベースとしたバージョンを調査した。ダグラス・バレル社の銃身は長さ460ミリメートルで溝が掘られており、203ミリメートルで一回転の物を使用する予定であった。ミッドレンジガスシステムと共に、ダニエルディフェンス社製M4レール9.0が使われる予定でもあった。しかし、この努力は実現することはなかった。